# Ceratopsyche trifora
Ceratopsyche trifora är en nattsländeart som beskrevs av Li och Tian 1990. Ceratopsyche trifora ingår i släktet Ceratopsyche och familjen ryssjenattsländor. Inga underarter finns listade i Catalogue of Life.